# Demografía de Grecia
El siguiente artículo describe la demografía de Grecia

## Población
Según el censo que se realizó en Grecia en 2011, la población del país asciende a las 10.816.286 personas. Al año 2007, Grecia tiene una población de 11.250.000 habitantes (sin incluir a más de 750.000 inmigrantes). La esperanza de vida es de 79 años. El 99,9% de la población esta alfabetizada. El promedio de hijos por mujer es de 1,35; una de las más bajas del mundo occidental.
La población de las dos conurbaciones más grandes de Grecia, Atenas y Salónica, es de cinco millones para la primera y algo más de 1 millón en la segunda. Aunque la población de Grecia sigue creciendo, el país se enfrenta a un serio problema demográfico: 2002 fue el primer año en que el número de muertes superaba el número de nacimientos.

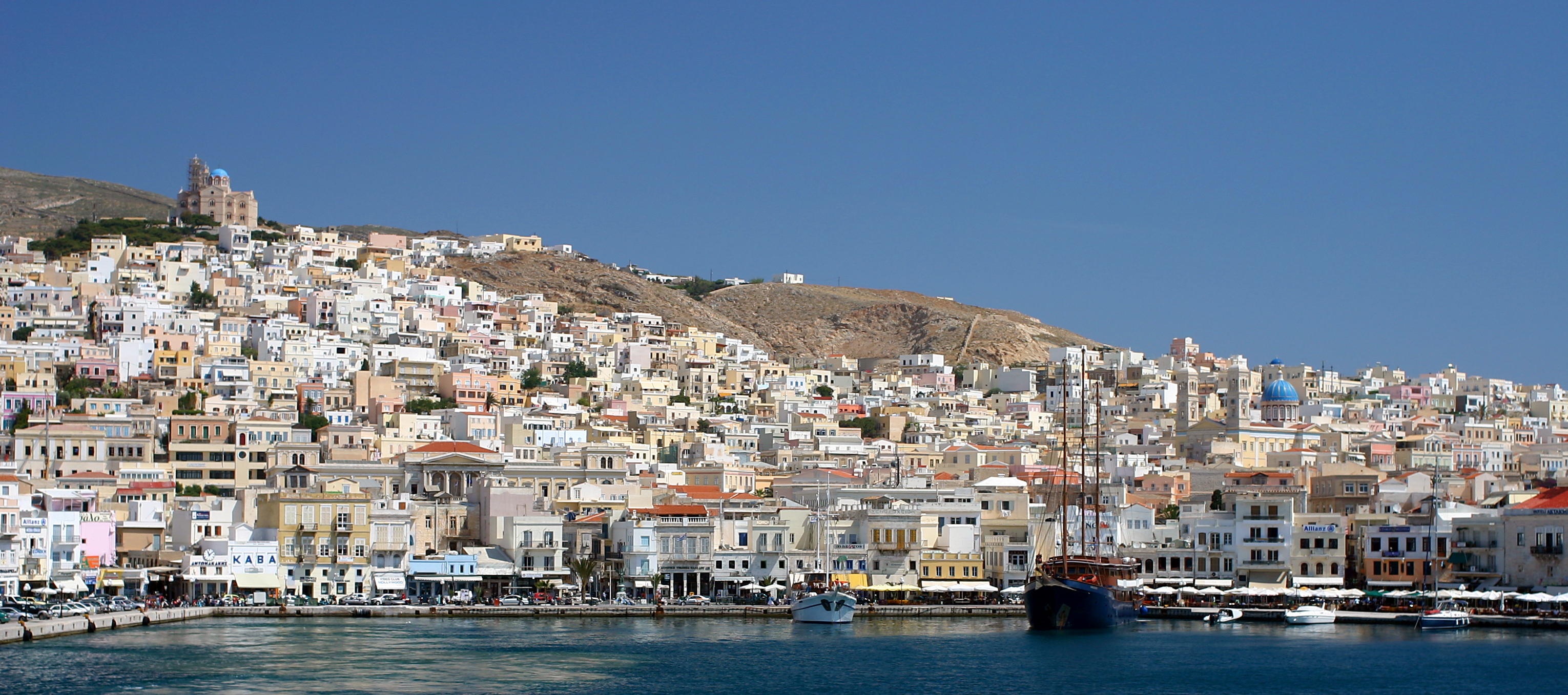
Ermúpoli, en la isla de Siros, es la capital de las Cícladas.

## Estadísticas vitales
Source: Hellenic Statistical Authority

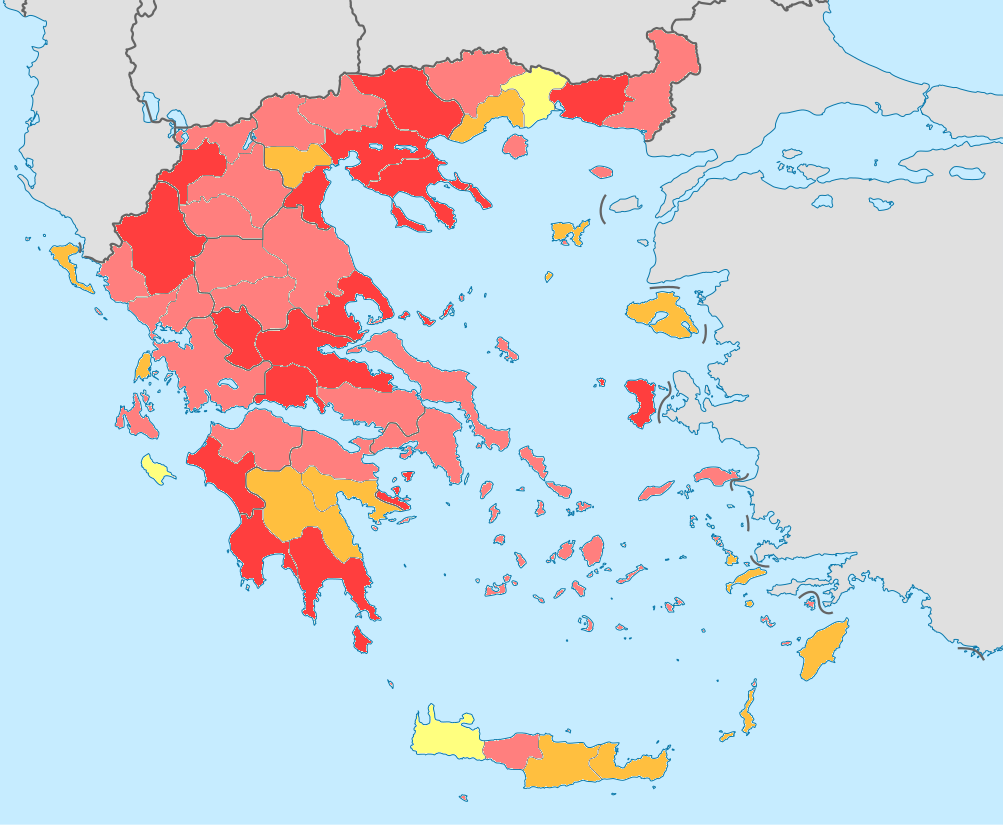
Greece total fertility rate by region (2014)

| 1.7 - 2.0 1.5 - 1.7 1.3 - 1.5 < 1.3 |

| Año   | Población  | Nacimientos | Fallecimientos | Cambio natural de población | Tasa bruta de natalidad (per 1000) | Tasa bruta de mortalidad (per 1000) | Cambio natural de población (per 1000) | Tasa de fertilidad |
| ----- | ---------- | ----------- | -------------- | --------------------------- | ---------------------------------- | ----------------------------------- | -------------------------------------- | ------------------ |
| 1921  | 5,050,000  | 107,000     | 69,000         | 38,000                      | 21.2                               | 13.7                                | 7.5                                    | 2.84               |
| 1922  | 5,097,000  | 110,000     | 82,000         | 18,000                      | 21.6                               | 16.1                                | 3.5                                    | 2.88               |
| 1923  | 6,010,000  | 113,926     | 102,042        | 11,884                      | 19.0                               | 17.0                                | 2.0                                    | 2.55               |
| 1924  | 6,000,000  | 117,014     | 93,320         | 23,694                      | 19.5                               | 15.6                                | 3.9                                    | 2.61               |
| 1925  | 5,958,000  | 156,367     | 88,633         | 67,734                      | 26.2                               | 14.9                                | 11.4                                   | 3.52               |
| 1926  | 6,042,000  | 181,278     | 84,136         | 97,142                      | 30.0                               | 13.9                                | 16.1                                   | 4.02               |
| 1927  | 6,127,000  | 176,527     | 100,020        | 76,507                      | 28.8                               | 16.3                                | 12.5                                   | 3.86               |
| 1928  | 6,210,000  | 189,250     | 105,665        | 83,585                      | 30.5                               | 17.0                                | 13.5                                   | 4.09               |
| 1929  | 6,286,000  | 181,870     | 115,561        | 66,309                      | 28.9                               | 18.4                                | 10.5                                   | 3.87               |
| 1930  | 6,367,000  | 199,565     | 103,811        | 95,754                      | 31.3                               | 16.3                                | 15.0                                   | 4.19               |
| 1931  | 6,463,000  | 199,243     | 114,369        | 84,874                      | 30.8                               | 17.7                                | 13.1                                   | 3.83               |
| 1932  | 6,544,000  | 185,523     | 117,593        | 67,930                      | 28.4                               | 18.0                                | 10.4                                   | 3.8                |
| 1933  | 6,625,000  | 189,583     | 111,447        | 78,136                      | 28.6                               | 16.8                                | 11.8                                   | 3.84               |
| 1934  | 6,727,000  | 208,929     | 100,651        | 108,278                     | 31.1                               | 15.0                                | 16.1                                   | 4.16               |
| 1935  | 6,837,000  | 192,511     | 101,416        | 91,095                      | 28.2                               | 14.8                                | 13.3                                   | 3.77               |
| 1936  | 6,936,000  | 193,343     | 105,005        | 88,338                      | 27.9                               | 15.1                                | 12.7                                   | 3.68               |
| 1937  | 7,029,000  | 183,878     | 105,674        | 78,204                      | 26.2                               | 15.0                                | 11.1                                   | 3.51               |
| 1938  | 7,122,000  | 184,509     | 93,766         | 90,743                      | 25.9                               | 13.2                                | 12.7                                   | 3.47               |
| 1939  | 7,222,000  | 178,852     | 100,459        | 78,393                      | 24.8                               | 13.9                                | 10.9                                   | 3.32               |
| 1940  | 7,319,000  | 179,500     | 93,830         | 85,670                      | 24.5                               | 12.8                                | 11.7                                   | 3.29               |
| 1941  | 7,370,000  | 134,760     | 125,710        | 9,050                       | 18.3                               | 17.1                                | 1.2                                    | 3.19               |
| 1942  | 7,350,000  | 132,640     | 191,030        | -58,390                     | 18.0                               | 26.0                                | -7.9                                   | 3.08               |
| 1943  | 7,280,000  | 122,170     | 111,320        | 10,850                      | 16.8                               | 15.3                                | 1.5                                    | 2.98               |
| 1944  | 7,300,000  | 145,530     | 110,810        | 34,720                      | 19.9                               | 15.2                                | 4.8                                    | 2.88               |
| 1945  | 7,310,000  | 183,470     | 85,540         | 97,930                      | 25.1                               | 11.7                                | 13.4                                   | 2.78               |
| 1946  | 7,430,000  | 209,360     | 73,500         | 135,860                     | 28.2                               | 9.9                                 | 18.3                                   | 2.68               |
| 1947  | 7,520,000  | 206,400     | 70,340         | 136,060                     | 27.4                               | 9.4                                 | 18.1                                   | 2.58               |
| 1948  | 7,500,000  | 210,000     | 96,000         | 114,000                     | 28.0                               | 12.8                                | 15.2                                   | 2.48               |
| 1949  | 7,480,000  | 139,108     | 59,450         | 79,658                      | 18.6                               | 7.9                                 | 10.6                                   | 2.37               |
| 1950  | 7,554,000  | 151,314     | 53,755         | 97,559                      | 20.0                               | 7.1                                 | 12.9                                   | 2.47               |
| 1951  | 7,646,000  | 155,422     | 57,508         | 97,914                      | 20.3                               | 7.5                                 | 12.8                                   | 2.47               |
| 1952  | 7,733,000  | 149,637     | 53,377         | 96,260                      | 19.4                               | 6.9                                 | 12.4                                   | 2.48               |
| 1953  | 7,817,000  | 143,765     | 56,680         | 87,085                      | 18.4                               | 7.3                                 | 11.1                                   | 2.49               |
| 1954  | 7,893,000  | 151,892     | 55,625         | 96,267                      | 19.2                               | 7.0                                 | 12.2                                   | 2.48               |
| 1955  | 7,966,000  | 154,263     | 54,781         | 99,482                      | 19.4                               | 6.9                                 | 12.5                                   | 2.47               |
| 1956  | 8,031,000  | 158,203     | 59,460         | 96,727                      | 19.4                               | 7.4                                 | 12.0                                   | 2.44               |
| 1957  | 8,096,000  | 155,940     | 61,664         | 93,528                      | 19.2                               | 7.6                                 | 11.6                                   | 2.42               |
| 1958  | 8,173,000  | 155,359     | 58,160         | 97,199                      | 19.0                               | 7.1                                 | 11.9                                   | 2.38               |
| 1959  | 8,258,000  | 160,199     | 60,852         | 99,347                      | 19.4                               | 7.4                                 | 12.0                                   | 2.36               |
| 1960  | 8,334,000  | 157,239     | 60,563         | 96,676                      | 18.9                               | 7.3                                 | 11.6                                   | 2.33               |
| 1961  | 8,398,000  | 150,716     | 63,955         | 86,761                      | 17.9                               | 7.6                                 | 10.3                                   | 2.32               |
| 1962  | 8,448,000  | 152,158     | 66,554         | 85,604                      | 18.0                               | 7.9                                 | 10.1                                   | 2.32               |
| 1963  | 8,480,000  | 148,249     | 66,813         | 81,436                      | 17.5                               | 7.9                                 | 9.6                                    | 2.34               |
| 1964  | 8,510,000  | 153,109     | 69,429         | 83,680                      | 18.0                               | 8.1                                 | 9.8                                    | 2.37               |
| 1965  | 8,551,000  | 151,448     | 67,269         | 84,179                      | 17.7                               | 7.8                                 | 9.8                                    | 2.41               |
| 1966  | 8,614,000  | 154,613     | 67,912         | 86,701                      | 17.9                               | 7.9                                 | 10.1                                   | 2.46               |
| 1967  | 8,686,000  | 162,839     | 71,975         | 90,864                      | 18.7                               | 8.3                                 | 10.4                                   | 2.51               |
| 1968  | 8,741,000  | 160,338     | 73,309         | 87,029                      | 18.3                               | 8.4                                 | 10.0                                   | 2.54               |
| 1969  | 8,773,000  | 154,077     | 71,825         | 82,252                      | 17.6                               | 8.2                                 | 9.4                                    | 2.56               |
| 1970  | 8,793,000  | 144,928     | 74,009         | 70,919                      | 16.5                               | 8.4                                 | 8.1                                    | 2.57               |
| 1971  | 8,831,000  | 141,126     | 73,819         | 67,307                      | 16.0                               | 8.4                                 | 7.6                                    | 2.57               |
| 1972  | 8,889,000  | 140,891     | 76,859         | 64,032                      | 15.9                               | 8.6                                 | 7.2                                    | 2.55               |
| 1973  | 8,929,000  | 137,526     | 77,648         | 59,878                      | 15.4                               | 8.7                                 | 6.7                                    | 2.54               |
| 1974  | 8,962,000  | 144,069     | 76,303         | 67,766                      | 16.1                               | 8.5                                 | 7.6                                    | 2.52               |
| 1975  | 9,047,000  | 142,273     | 80,077         | 62,196                      | 15.7                               | 8.9                                 | 6.9                                    | 2.33               |
| 1976  | 9,167,000  | 146,566     | 81,818         | 64,748                      | 16.0                               | 8.9                                 | 7.1                                    | 2.35               |
| 1977  | 9,269,000  | 143,739     | 83,750         | 59,989                      | 15.4                               | 9.0                                 | 6.4                                    | 2.28               |
| 1978  | 9,395,000  | 146,588     | 81,615         | 64,973                      | 15.5                               | 8.7                                 | 6.9                                    | 2.29               |
| 1979  | 9,534,000  | 147,965     | 82,338         | 65,627                      | 15.5                               | 8.6                                 | 6.9                                    | 2.26               |
| 1980  | 9,643,000  | 148,134     | 87,282         | 60,852                      | 15.4                               | 9.1                                 | 6.3                                    | 2.23               |
| 1981  | 9,729,000  | 140,953     | 86,261         | 54,692                      | 14.5                               | 8.9                                 | 5.6                                    | 2.10               |
| 1982  | 9,790,000  | 137,275     | 86,345         | 50,930                      | 14.0                               | 8.8                                 | 5.2                                    | 2.03               |
| 1983  | 9,847,000  | 132,608     | 90,586         | 42,022                      | 13.5                               | 9.2                                 | 4.3                                    | 1.94               |
| 1984  | 9,896,000  | 125,724     | 88,397         | 37,327                      | 12.7                               | 8.9                                 | 3.8                                    | 1.82               |
| 1985  | 9,934,000  | 116,481     | 92,886         | 23,595                      | 11.7                               | 9.4                                 | 2.4                                    | 1.68               |
| 1986  | 9,967,000  | 112,810     | 91,469         | 20,781                      | 11.3                               | 9.2                                 | 2.1                                    | 1.60               |
| 1987  | 10,001,000 | 106,392     | 95,232         | 10,667                      | 10.6                               | 9.5                                 | 1.1                                    | 1.50               |
| 1988  | 10,037,000 | 107,505     | 93,031         | 14,637                      | 10.7                               | 9.3                                 | 1.5                                    | 1.50               |
| 1989  | 10,090,000 | 101,657     | 92,717         | 8,432                       | 10.0                               | 9.2                                 | 0.8                                    | 1.40               |
| 1990  | 10,161,000 | 102,229     | 94,152         | 8,077                       | 10.1                               | 9.3                                 | 0.8                                    | 1.39               |
| 1991  | 10,257,000 | 102,620     | 95,498         | 7,122                       | 10.0                               | 9.3                                 | 0.7                                    | 1.37               |
| 1992  | 10,370,000 | 104,081     | 98,231         | 5,850                       | 10.0                               | 9.5                                 | 0.6                                    | 1.36               |
| 1993  | 10,466,000 | 101,799     | 97,419         | 4,380                       | 9.7                                | 9.3                                 | 0.4                                    | 1.32               |
| 1994  | 10,553,000 | 103,763     | 97,807         | 5,956                       | 9.8                                | 9.3                                 | 0.6                                    | 1.33               |
| 1995  | 10,635,000 | 101,495     | 100,158        | 1,337                       | 9.5                                | 9.4                                 | 0.1                                    | 1.28               |
| 1996  | 10,710,000 | 100,718     | 100,740        | -22                         | 9.4                                | 9.4                                 | -0.0                                   | 1.26               |
| 1997  | 10,777,000 | 102,038     | 99,738         | 2,300                       | 9.5                                | 9.3                                 | 0.2                                    | 1.27               |
| 1998  | 10,835,000 | 100,894     | 102,668        | -1,774                      | 9.3                                | 9.5                                 | -0.2                                   | 1.24               |
| 1999  | 10,883,000 | 100,643     | 103,304        | -2,661                      | 9.2                                | 9.5                                 | -0.3                                   | 1.23               |
| 2000  | 10,918,000 | 103,274     | 105,219        | -1,952                      | 9.5                                | 9.6                                 | -0.1                                   | 1.25               |
| 2001  | 10,862,146 | 102,282     | 102,559        | -277                        | 9.4                                | 9.4                                 | 0.0                                    | 1.25               |
| 2002  | 10,902,005 | 103,569     | 103,915        | -346                        | 9.5                                | 9.5                                 | 0.0                                    | 1.28               |
| 2003  | 10,928,091 | 104,420     | 105,529        | -1,109                      | 9.6                                | 9.7                                 | -0.1                                   | 1.29               |
| 2004  | 10,955,163 | 105,655     | 104,942        | 713                         | 9.6                                | 9.6                                 | 0.1                                    | 1.31               |
| 2005  | 10,987,352 | 107,545     | 105,091        | 2,454                       | 9.8                                | 9.6                                 | 0.2                                    | 1.34               |
| 2006  | 11,020,393 | 112,042     | 105,476        | 6,566                       | 10.2                               | 9.6                                 | 0.6                                    | 1.40               |
| 2007  | 11,048,499 | 111,926     | 109,895        | 2,031                       | 10.1                               | 9.9                                 | 0.2                                    | 1.41               |
| 2008  | 11,077,863 | 118,302     | 107,979        | 10,323                      | 10.7                               | 9.7                                 | 0.9                                    | 1.50               |
| 2009  | 11,107,024 | 117,933     | 108,316        | 9,617                       | 10.6                               | 9.8                                 | 0.9                                    | 1.50               |
| 2010  | 11,121,383 | 114,766     | 109,084        | 5,682                       | 10.3                               | 9.8                                 | 0.5                                    | 1.48               |
| 2011  | 11,104,995 | 106,428     | 111,099        | -4,671                      | 9.6                                | 10.0                                | -0.4                                   | 1.40               |
| 2012  | 11,045,040 | 100,371     | 116,668        | -16,297                     | 9.1                                | 10.6                                | -1.5                                   | 1.34               |
| 2013  | 10,965,241 | 94,134      | 111,794        | -17,660                     | 8.6                                | 10.2                                | -1.6                                   | 1.29               |
| 2014  | 10,892,369 | 92,149      | 113,740        | -21,591                     | 8.5                                | 10.4                                | -2.0                                   | 1.30               |
| 2015  | 10,820,964 | 91,847      | 121,183        | -29,336                     | 8.5                                | 11.2                                | -2.7                                   | 1.33               |
| 2016  | 10,775,989 | 92,898      | 118,788        | -25,890                     | 8.6                                | 11.0                                | -2.4                                   | 1.38               |
| 2017  | 10,768,212 | 88,553      | 124,495        | -35,942                     | 8.2                                | 11.6                                | -3.3                                   | 1.35               |
| 2018  | 10,738,911 | 86,440      | 120,296        | -33,856                     | 8.1                                | 11.2                                | -3.2                                   | 1.35               |
| 2019  | 10,709,765 | 83,763      | 124,965        | -41,202                     | 7.8                                | 11.7                                | -3.8                                   | 1.30               |
| 2020p | 10,686,925 | 85,605      | 131,839        | -46,234                     | 8.0                                | 12.3                                | -4.3                                   |                    |

## Etnias
Grupos étnicos: Griegos, gitanos, arrumanos o vlach, arvanitas o albaneses, eslavos o macedonios, turcos, búlgaros o pomaks y griegos de religión musulmana

## Inmigración
Desde la caída del Muro de Berlín y el colapso del Bloque del Este, Grecia se convirtió en un destino preferente para miles de inmigrantes del Este debido a su cercanía geográfica. Así, durante la década que media entre 1991 y 2001, Grecia fue el país con el mayor porcentaje de incremento relativo de la población inmigrante del mundo.
Hoy en día los inmigrantes suponen 11% de la población de Grecia, de los que algo más de la mitad proviene de Albania. La migración masiva de albaneses a Grecia desde la caída del comunismo en Albania ha supuesto una fuente de conflictos en Grecia. Hay comunidades más pequeñas de inmigrantes, especialmente provenientes de países de alrededor como Serbia, Bulgaria, Rumania, Ucrania, Polonia y Georgia, así como de países asiáticos y africanos más lejanos como Pakistán, Irán o China. Se desconoce el número exacto, ya que gran parte de los inmigrantes que viven en Grecia lo hacen de forma ilegal. Además de permanecer en Grecia de forma ilegal, parte de estos inmigrantes (sobre todo pakistaníes y albaneses) se dedican al robo o pertenecen a las mafias, especialmente en Atenas y Salónica.
Existen también numerosos grupos minoritarios lingüísticos, religiosos o culturales, como por ejemplo los aromunes o valacos, los arvanitas (cristianos ortodoxos que hablan un dialecto del albanés), los dopios (cristianos ortodoxos que hablan un dialecto serbio), los turcos, los pomacos (de religión musulmana y lengua búlgara) y los gitanos. Las únicas minorías que gozan de derechos especiales (debido principalmente al Tratado de Lausana) son las minorías musulmanas de Tracia: turcos, pomacos y gitanos.
La distribución de los nacidos en el extranjero es la siguiente (Eurostat):
| País        | 2010    | 2014    |
| ----------- | ------- | ------- |
| Albania     | 384,600 | 337,700 |
| Georgia     | 62,600  | 45,100  |
| Rusia       | 55,700  | 43,000  |
| Bulgaria    | 45,700  | 40,900  |
| Rumania     | 32,400  | 27,200  |
| Alemania    | 29,300  | 25,700  |
| Pakistán    | 20,100  | 18,000  |
| Polonia     | 10,800  | 16,600  |
| Turquía     | 9,500   | 12,500  |
| Chipre      | 10,200  | 10,900  |
| Reino Unido | 5,200   | 10,700  |
| Ucrania     | 13,300  | 10,700  |
| Egipto      | 10,200  | 9,800   |
| Bangladés   | 14,200  | 8,400   |
| Siria       | 7,500   | 8,300   |
| others      | 117,100 | 102,000 |
| Total       | 828,400 | 727,500 |

### Educación

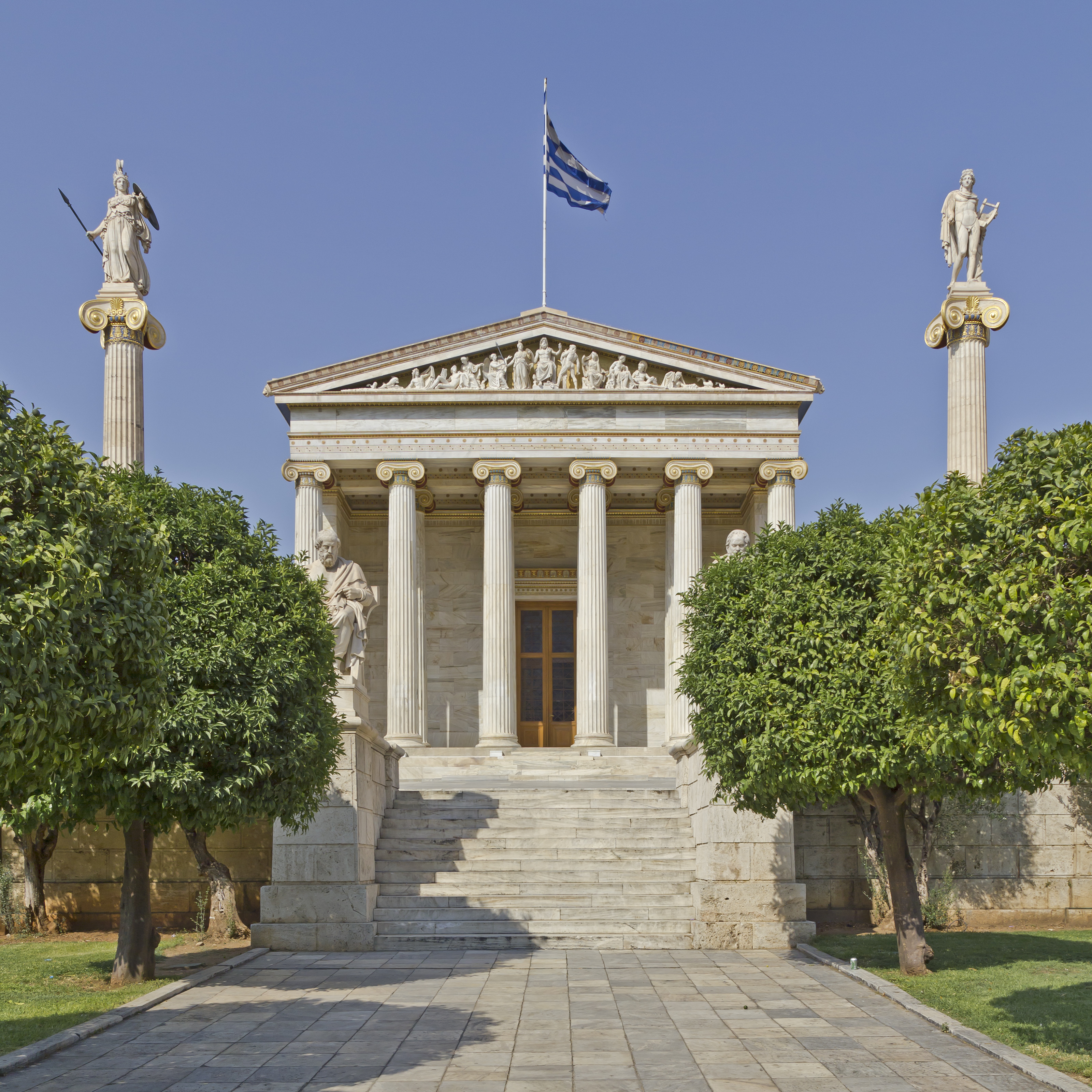
La Academia de Atenas.

La educación en Grecia es obligatoria para todos los niños entre 6 y 15 años; es decir, incluye Primaria (Dimotiko) y la Enseñanza Secundaria Inferior (Gymnasio). La vida de los estudiantes en la escuela, sin embargo, puede empezar desde la edad de dos años y medio (preescolar) en instituciones (públicas y privadas) llamadas Vrefonipiakoi Paidikoi Stathmi (creches). En algunos Vrefonipiakoi Stathmoi hay también Nipiaka Tmimata (guarderías) que funcionan como la Nipiagogeia (jardín de infancia).

### Lenguas
El idioma más común en cualquier ámbito oficial, educativo o público del país es el griego moderno en su variante demótica, aunque es posible encontrar ámbitos en el que se usa la variante katharévousa. Otras lenguas habladas en Grecia por poblaciones originarias son el albanés en la zona fronteriza con Albania, el idioma arvanita (un dialecto del albanés) en muchas bolsas demográficas por toda Grecia, el idioma eslavomacedonio (llamado simplemente macedonio en Macedonia del Norte, término que en Grecia produce confusión con los dialectos macedonios del griego moderno) en la provincia de Macedonia, el turco en Tracia, el idioma pomaco (un dialecto del búlgaro) en Tracia, el arrumano o valaco (un dialecto del rumano) en el Norte del país, el meglenorrumano en algunas comunidades al norte de Salónica, el romaní en poblaciones gitanas dispersas por todo el país y un dialecto del griego, el tsakonio, considerado por algunos como una lengua griega distinta proveniente del antiguo dialecto dorio o arcadio, en Peloponeso.
Sólo el turco, contemplado como lengua de la comunidad musulmana de Tracia (aunque no sea lengua materna de los pomacos y gitanos musulmanes) disfruta de aceptación oficial según el Tratado de Lausana (Art. 45); las demás lenguas no tienen reconocimiento oficial alguno. El griego moderno es el oficial de la república helénica y tiene un total de 20 millones de hablantes a nivel mundial. Es un idioma indoeuropeo. Es de destacar su continuidad ininterrumpida desde los inicios de la prehistoria con la escritura Lineal A vinculada a la civilización minoica, en la más reconocible escritura Lineal B, y en los dialectos de la Grecia antigua, de los cuales el ático es el más parecido al griego moderno. La historia de esta lengua abarca más de 4 000 años.
El griego ha tenido un enorme impacto en otros idiomas. Directamente en las lenguas romances e indirectamente a través del emergente latín durante los orígenes de Roma. Signos de su influencia, y de sus muchos desarrollos, pueden verse a través de la familia de los idiomas del occidente europeo.

#### Internet y «Greeklish»
Más recientemente, debido al auge de las comunicaciones basadas en Internet y en la telefonía móvil, una forma distinta, en parte escrita en griego, y en otra totalmente con caracteres latinos, ha surgido. Es conocida como «Greeklish», una forma que se extendió a través de la diáspora griega y de las dos naciones griegas, Chipre y Grecia. Como dato final, cabe decir que existen publicaciones en Greeklish.[cita requerida]

### Religión

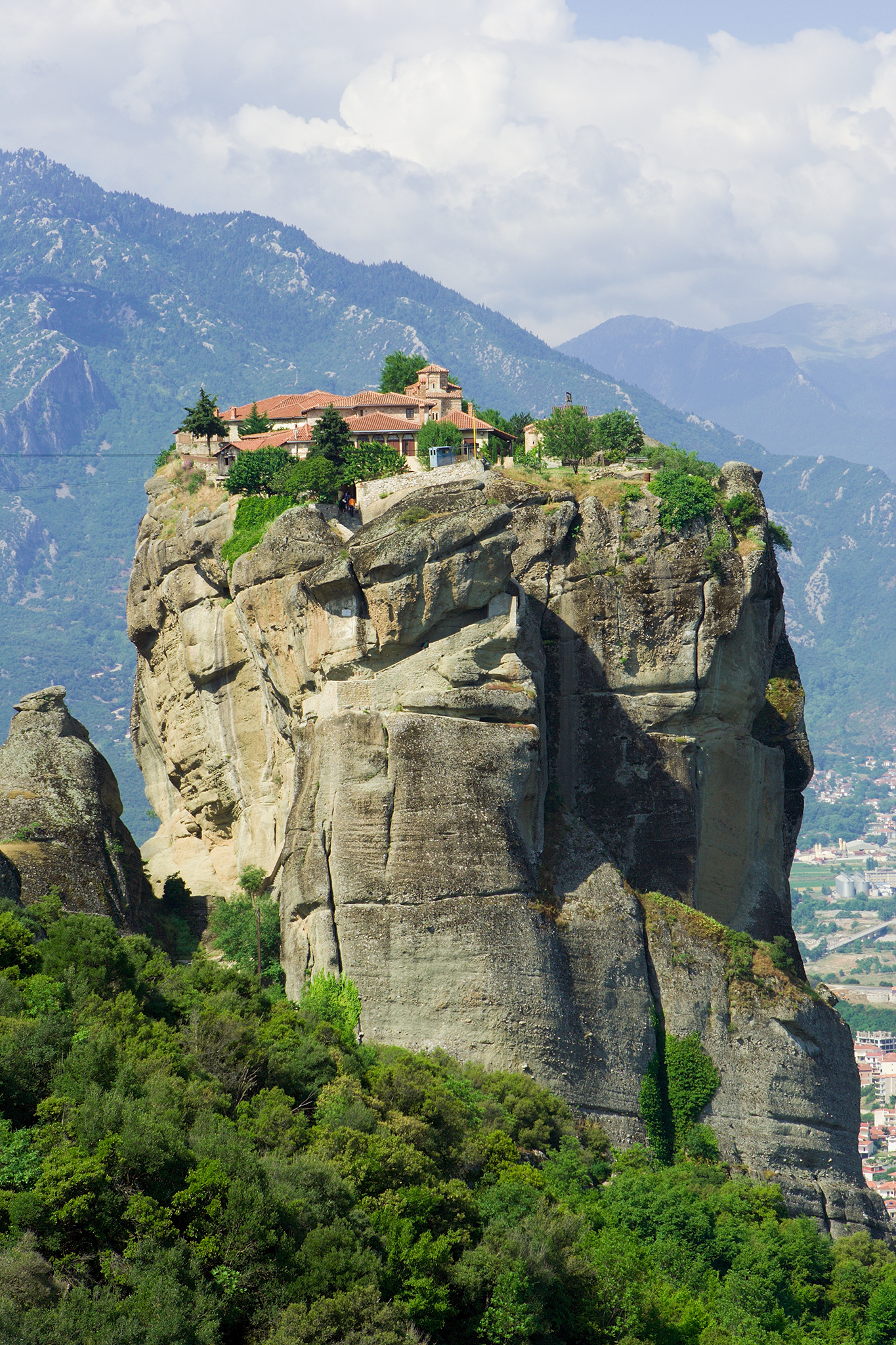
Monasterio de la Santísima Trinidad, en Meteora, Tesalia.

La Constitución griega garantiza la libertad absoluta de religión. También dice que todas las personas que vivan en el territorio griego disfrutarán de una protección completa de sus creencias religiosas. Según la Constitución, la «religión prevalente» es la Iglesia Ortodoxa Griega con sede en la ciudad capital de Atenas. Los musulmanes griegos se concentran principalmente en Tracia. También hay algunos protestantes evangélicos y católicos, principalmente en las Islas Cícladas. La población judías se reduce a localidades específicas como Tesalónica. Existen varios grupos crecientes que intentan reconstruir y profesar la fe por la antigua religión politeísta griega. Al 2017, la distribución de la población según su religión es la siguiente:
Cristianismo ortodoxo (90%), no afiliados (4%), otros cristianos (3%), islam (2%) y otras religiones (1%).